# Joie à tous ceux qui pleurent

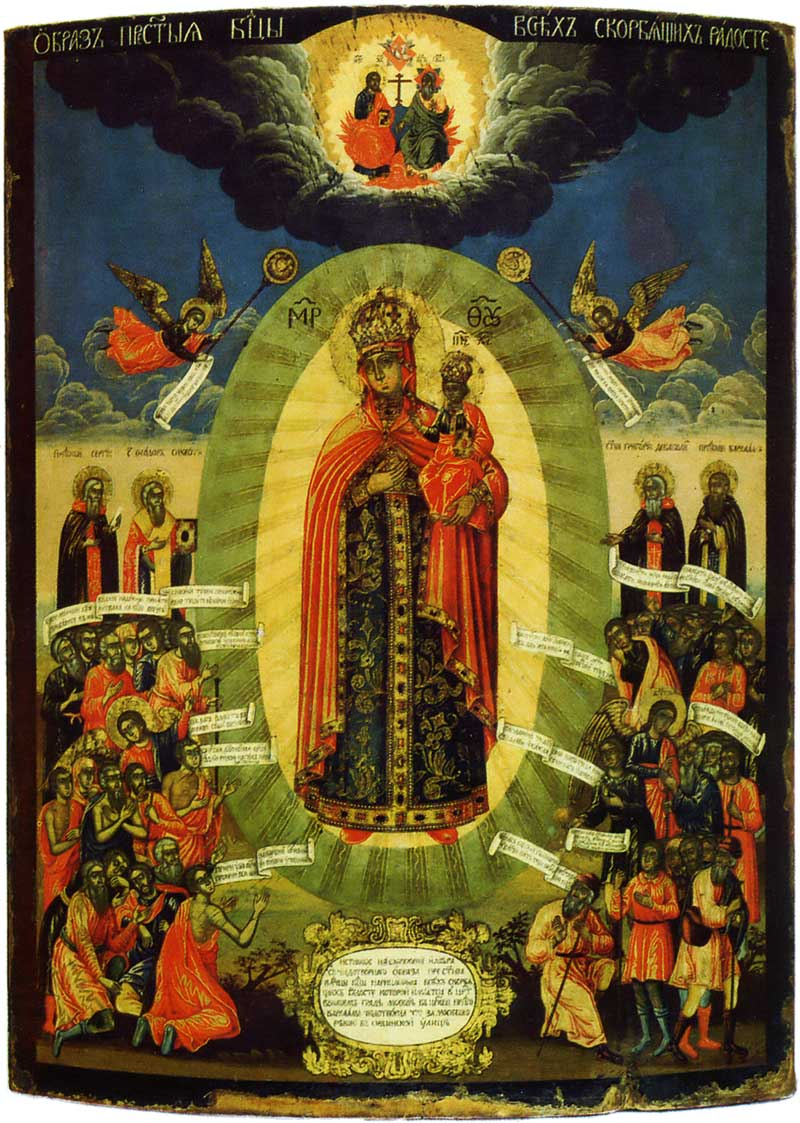

Joie à tous ceux qui pleurent, Joie à tous ceux qui pleurent et aux offensés à l'Intercesseur... , Joie à tous ceux qui pleurent, est le nom d'un icône de la Mère de Dieu, vénéré dans l'Église orthodoxe russe comme miraculeux. L'icône représente la Mère de Dieu dans l'éclat d'une mandorle, entourée de personnes accablées par les maladies et les chagrins, et d'anges accomplissant de bonnes actions en son nom.
Selon la légende, l'image a été glorifiée pour la première fois en 1648 à Moscou dans l'église de l'icône de la Mère de Dieu sur la Grande Ordynka, où elle est censée être conservée aujourd'hui. Certaines listes ont leurs propres jours de célébration.